# Yash Chopra

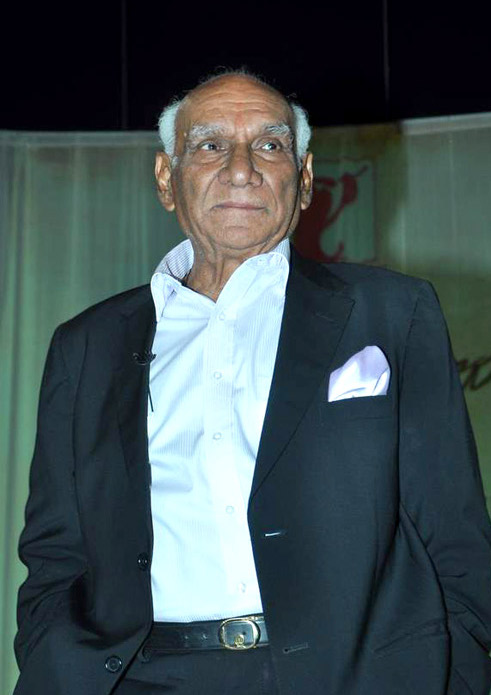
Yash Chopra, 2012

Yash Chopra (Hindi यश चोपड़ा Yaś Copṛā; * 27. September 1932 in Jullunder, Punjab, Britisch-Indien; † 21. Oktober 2012 in Mumbai, Maharashtra) war ein indischer Filmregisseur und Produzent. Er zählte zu den einflussreichsten Persönlichkeiten Bollywoods. Yash Chopra besaß eine eigene Produktionsfirma namens Yash Raj Films.

## Biographie
Yash Chopra war mit Pamela Chopra verheiratet. Die beiden haben zwei Söhne: Aditya Chopra, ebenfalls ein erfolgreicher Regisseur, und Uday Chopra, ein Schauspieler.
Yash Chopra begann als Regieassistent, unter anderem bei seinem älteren Bruder, dem Filmregisseur Baldev Raj Chopra. Sein erster Film unter eigenem Namen war 1959 der erfolgreiche Dhool Ka Phool, eine sozial engagierte Geschichte über uneheliche Mutterschaft. Den kommerziellen Durchbruch hatte Chopra mit Waqt (1965, mit Sunil Dutt, Shashi Kapoor, Sharmila Tagore und Balraj Sahni), für den er seinen ersten Filmfare Award/Beste Regie erhielt, drei weitere folgten für Ittefaq (1969, mit Rajesh Khanna), Daag (1973, mit Sharmila Tagore und Rajesh Khanna) und Deewaar (1975, mit Shashi Kapoor und Amitabh Bachchan). Letzterer gilt als einer der bisher wichtigsten Hindi-Filme. In den 1980er Jahren produzierte Chopra dann einige Flops.
Seit Chandni (1989) mit Vinod Khanna, Rishi Kapoor und Sridevi konnte Yash Chopra wieder an frühere Erfolge anknüpfen. Er hatte es geschafft, sich dem wandelnden Publikumsgeschmack anzupassen und war deshalb auch Ende der 1990er Jahre noch ein führender Regisseur Bollywoods. Dabei setzte Chopra weiterhin auf die Zugkraft der Stars und besetzte seinen 1997er Film Dil To Pagal Hai – Mein Herz spielt verrückt mit Shah Rukh Khan, Madhuri Dixit, Karisma Kapoor und Akshay Kumar.
2002 wurde er mit dem Dadasaheb Phalke Award ausgezeichnet. Sein letzter Film war der Blockbuster Veer-Zaara, erfolgreich nicht zuletzt durch den Einsatz von Shah Rukh Khan, Preity Zinta, Rani Mukerji und Amitabh Bachchan. 2005 erhielt Chopra den Padma Bhushan.
Als Produzent mit seiner 1973 gegründeten Firma Yash Raj Films war Yash Chopra ebenfalls an einer großen Anzahl von Blockbustern beteiligt, darunter zuletzt Bunty Aur Babli oder Mohabbatein, bei dem sein Sohn Uday Chopra als Darsteller agierte und sein Sohn Aditya Chopra Regie führte. Vom 9. Februar bis zum 19. Februar 2006 war er Jurymitglied bei den Internationalen Filmfestspielen 2006 in Berlin.
Mit 21 Regiearbeiten, 3 Drehbüchern und 31 in der IMDB aufgeführten Produzententätigkeiten während 40 Jahren im indischen Filmbusiness gehörte Chopra zu den „lebenden Legenden“ des indischen Kinos, einer der ungezählte Auszeichnungen erhielt und großen Einfluss ausübte.
Sein letztes Werk als Regisseur war der Film Solang ich lebe – Jab Tak Hai Jaan (Jab Tak Hai Jaan), der am 13. November in die Kinos kam. Die Hauptdarsteller waren Shah Rukh Khan, Katrina Kaif und Anushka Sharma. Yash Copra wollte nach diesem Film seine Regisseur-Karriere beenden und nur noch als Produzent arbeiten. Er starb jedoch am 21. Oktober 2012, einen Monat vor der Veröffentlichung seines Films, an Denguefieber.

## Filme als Regisseur
- 1959: Dhool Ka Phool
- 1961: Dharmputra
- 1965: Waqt
- 1969: Ittefaq
- 1969: Aadmi Aur Insaan
- 1973: Daag
- 1973: Joshila
- 1975: Deewaar
- 1976: Kabhi Kabhie
- 1978: Trishul
- 1979: Kaala Patthar
- 1981: Silsila
- 1984: Mashaal
- 1985: Faasle
- 1988: Vijay
- 1989: Chandni
- 1991: Lamhe
- 1992: Parampara
- 1993: Darr
- 1997: Dil To Pagal Hai – Mein Herz spielt verrückt
- 2004: Veer und Zaara – Die Legende einer Liebe (Veer-Zaara)
- 2012: Solang ich lebe – Jab Tak Hai Jaan